# Umm Mijal Dżiftlik
Umm Mijal Dżiftlik – wieś w Syrii, w muhafazie Aleppo, w dystrykcie Manbidż. W 2004 roku liczyła 1527 mieszkańców.